# Nina Alexandrowna Delektorskaja
Nina Alexandrowna Delektorskaja (russisch Нина Александровна Делекторская; * 24. Januar 1901 in Saratow; † 18. März 1985 in Moskau) war eine sowjetische Schauspielerin.

## Biografie
Delektorskaja studierte von 1921 bis 1924 an der Staatlichen Universität Moskau Sozialwissenschaften. Parallel dazu ließ sie sich von 1922 bis 1926 am Theaterinstitut „F. I. Schaljapin“ zur Schauspielerin ausbilden und trat danach bis 1937 für Ruben Nikolajewitsch Simonows Theaterstudio auf. Anschließend wechselte Delektorskaja zum Theater der jungen Arbeiter (später Theater des Leninschen Komsomol bzw. Lenkom-Theater) und spielte dort über einen Zeitraum von 30 Jahre. Im Film war sie hingegen nur selten zu sehen.
Delektorskaja wurde mit der Medaille „Für heldenmütige Arbeit“ (15. Februar 1948) und der Medaille „In Erinnerung an den 800. Jahrestag von Moskau“ (1. März 1948) ausgezeichnet. Ihr Grab befindet sich auf dem Wagankowoer Friedhof.

## Theaterstücke am Lenkom
- 1938: Der lebende Leichnam (Schiwoi trup) – von Lew Tolstoi
- 1941: Парень из нашего города (Paren is naschego goroda) – von Konstantin Simonow
- 1946: Наш общий друг (Nasch obschtschi drug) nach Charles Dickens’ Roman Unser gemeinsamer Freund
- 1947: Губернатор провинции (Gubernator prowinzii) – von Leonid Dawidowitsch Tur, Pjotr Lwowitsch Tur und Lew Scheinin
- 1950: Дети „Авроры“ (Deti „Awrory“) – von Igor Wjatscheslawowitsch Tschekin
- 1950: Reiche Bräute (Bogatyje newesty) – von Alexander Ostrowski
- 1951: Париж, улица Сталинграда (Parisch, uliza Stalingrada) – von Dmitri Umanski
- 1952: Hoвыe люди  (Nowyje ljudi) – nach Nikolai Tschernyschewskis Roman Was tun?
- 1953: Твоё личное дело (Twojo litschnoje delo) – von Jelena Borissowna Uspenskaja und Lew Oschanin
- 1955: Колесо cчастья (Koleso stschastja) – von Leonid Dawidowitsch Tur und Pjotr Lwowitsch Tur
- 1956: Утраченныe иллюзии (Utratschennyje illjusii) – von Natalja Alexejewna Wenkstern
- 1960: Цветы живые (Zwety schiwyje) – von Nikolai Pogodin
- 1961: Наташкин мост (Nataschkin most) – von Emil Weniaminowitsch Braginski
- 1962: Центр нападения умрет на заре (Zentr napadenija umret na sare) – Agustin Kussani
- 1963: Двадцать лет спустя (Dwadzat let spuctja) – von Michail Swetlow

## Filmografie
- 1964: Das Märchen von der verlorenen Zeit (Skaska o poterjannom wremeni)
- 1964: Я вижу солнце (Ja wischu w solnze) (Bühnenaufzeichnung)
- 1965: Операция "Ы" и другие приключения Шурика (Operazija "Y" i drugije prikljutschenija Schurika)
- 1967: Anna Karenina
- 1971: Хуторок в степи (Chutorok w stepi)
- 1973: Siebzehn Augenblicke des Frühlings (Semnadzat mgnoweni wesny)
- 1977: 12 стульев (12 stuljew) (Fernsehvierteiler)